# ロナルド・エルナンデス
ロナルド・ホセ・エルナンデス・ピメンテール  (Ronald José Hernández Pimentel, 1997年10月4日 - )は、ベネズエラ・ボリバル共和国バリナス州バリナス出身のプロサッカー選手。メジャーリーグサッカーのアトランタ・ユナイテッドFCに所属している。ポジションはDF。

## 来歴
2015年シーズンにサモラFCのトップチームに昇格し、同シーズンは4試合に出場。翌2016年シーズンは5試合に出場した。
2017年8月17日、エリテセリエンのスターベクIFと契約した。
2020年1月31日、アバディーンFCと4年半契約を締結。
2021年2月18日、アトランタ・ユナイテッドFCへの1年間のローン移籍が発表された。

## ベネズエラ代表
2017年に2017 FIFA U-20ワールドカップ出場権を賭けた南米ユース選手権のU-20ベネズエラ代表に招集され、本大会出場権獲得に貢献。本大会てもレギュラーとして活躍し、FIFA主催の国際大会でのベネズエラ代表に置ける史上最高の成績 (準優勝) のメンバーに輝いた。その後10月10日の2018 FIFAワールドカップ・南米予選最終節のパラグアイ戦で、フル代表デビューを果たした。